# Грис, Иоганн Дитрих
Иоганн Дитрих Грис (нем. Johann Dietrich Gries; 7 февраля 1776, Гамбург — 9 февраля 1842, Гамбург) — немецкий поэт и переводчик.
Из его переводов заслуживают внимания:
- «Rasender Roland» Ариосто (Йена, 1804—1809),
- «Verliebter Roland» Боярдо (1837),
- «Befreites Jerusalem» Tacсо (1800—1803),
- сочинения Кальдерона и другое.

Оригинальные стихотворения Гриса и небольшие переводы собраны под заглавием: «Gedichte und poetische Übersetzungen» (1829).